# Problème de la somme de sous-ensembles
Le problème de la somme de sous-ensembles (en anglais : subset sum problem) est un problème de décision important en complexité algorithmique et en cryptologie.  Le problème peut être décrit de la manière suivante : étant donné un ensemble {\displaystyle E} de {\displaystyle n} entiers, existe-t-il un sous-ensemble de {\displaystyle E} dont la somme des éléments est nulle ? Par exemple, pour l'ensemble {-8, -3, -2, 4, 5}, la réponse est oui car la somme des éléments du sous-ensemble {-3, -2, 5} est nulle, par contre pour {-6, -1, 2, 3, 8} la réponse est non.
Le problème de la somme des sous-ensembles est NP-complet, c'est-à-dire considéré comme difficile à résoudre efficacement par un algorithme. Il peut être vu comme un cas particulier du problème du sac à dos.

## Variantes et problèmes liés

### Avec une ciblet
Le problème de la somme de sous-ensembles peut être décrit avec une cible entière {\displaystyle t} : 
Étant donné un ensemble {\displaystyle E} de {\displaystyle n} entiers, existe-t-il un sous-ensemble de {\displaystyle E} dont la somme des éléments est {\displaystyle t} ?

### Problème de partition
Le problème de partition est un problème proche. Étant donné un ensemble {\displaystyle E} de {\displaystyle n} entiers, il faut décider si l'on peut partitionner {\displaystyle E} en deux ensembles de même somme.

### 3SUM
Le problème 3SUM (en) est le suivant. Étant donné un ensemble {\displaystyle E} de {\displaystyle n} entiers, existe-t-il trois entiers dont la somme est nulle ? 
Ce problème peut être résolu facilement par programmation dynamique en temps O(n²), mais il est conjecturé que cette complexité est optimale. De nombreux problèmes, notamment en géométrie algorithmique sont prouvés 3SUM-difficiles.

## Complexité
Le problème de la somme de sous-ensembles est NP-complet : on peut par exemple lui réduire polynomialement le problème 3-SAT,.

## Algorithmes

### Algorithme d'approximation
Un algorithme d'approximation peut résoudre la version suivante du problème. Étant donné un ensemble E de N entiers et un entier s, retourner
- oui, s'il y a un sous-ensemble de E dont la somme des éléments est s ;
- non, s'il n'y a pas de sous-ensemble de E dont la somme des éléments est entre (1-c)s et s pour un petit c>0 ;
- n'importe quoi, s'il y a un sous-ensemble de E dont la somme des éléments est entre (1-c)s et s, mais aucun dont la somme est s.

Si tous les nombres sont positifs ou nuls, la version approximative du problème de la somme de sous-ensembles se résout en temps polynomial en fonction de N et 1/c.